# 26 км (Соль-Ілецький міський округ)
26 км (рос. 26 км) — селище у складі Соль-Ілецького міського округу Оренбурзької області, Росія.

## Населення
Населення — 4 особи (2010; 18 у 2002).
Національний склад (станом на 2002 рік):
- росіяни — 61 %
- казахи — 28 %